# Шаповалов Олег Володимирович
Олег Володимирович Шаповалов (* 16 лютого 1963, м. Ізюм — 6 серпня 2021) — український політик. Голова Харківської обласної ради протягом (2005–2006).

## Біографія
Олег Володимирович народився 16 лютого 1963 року в м. Ізюм Харківської області.
У 1986 році закінчив Харківський інститут механізації та електрифікації сільського господарства за спеціальністю «інженер-механік». За розподілом працював в Ізюмському СПТУ № 61 викладачем спецдисциплін.
З лютого 1988 року — на комсомольській роботі. Працював І секретарем Ізюмського міському комсомолу, завідувачем відділом соціально-економічних проблем і ініціатив молоді Харківського обкому комсомолу.
З травня 1992 року працює в концерні «ЕПОС» головним спеціалістом відділу майнового страхування, директор відділу особистого страхування, заступник голови правління.
З лютого 1995 року — голова правління, з листопада того ж року по липень 1997 року — виконувач обов'язків віце-президента з фінансів та комерції, віце-президент з фінансів та комерції, голова правління концерну.
У 1996 році закінчив економічний факультет Харківського державного університету ім. В. Н. Каразіна за спеціальністю «фінанси та кредит».
З липня 1997 року призначений головним спеціалістом, а з листопада — заступником начальника відділу газового комплексу та паливного забезпечення управління енергетики та паливно-енергетичного комплексу Харківської обласної державної адміністрації.
З грудня 1997 року по жовтень 1998 року працює заступником начальника по обліку та розподілу природного газу Безлюдівського району газопостачання ВАТ «Харківгаз».
З жовтня 1998 року по лютий 2000 року — заступник голови правління з економічних питань ВАТ «Харківгаз».
З лютого 2000 року по січень 2002 року — директор ДК «Регіонгаз» ВАТ «Харківгаз». З січня 2002 по січень 2005 року — заступник голови правління з питань газопостачання ВАТ «Харківгаз».
У липні 2006 року призначений на посаду заступника голови Харківської обласної державної адміністрації. У січні 2009 року звільнений із посади та призначений генеральним директором ВАТ «Харківська ТЕЦ-5», представлений колективу 14 січня.
У 2002 році обраний депутатом Харківської обласної ради IV скликання. В січні 2005 року обраний заступником голови, а в лютому — головою Харківської обласної ради IV скликання.
26 березня 2006 року обраний депутатом Харківської обласної ради V скликання.
31 жовтня 2010 року обраний депутатом Харківської обласної ради VI скликання. Голова постійної комісії з питань паливно-енергетичного комплексу, житлово-комунального господарства, промисловості, будівництва, транспорту, шляхів та зв'язку.

### Політична діяльність
Член Партії регіонів.

## Особисті відомості
Був президентом Харківської обласної федерації парашутного спорту та Федерації парашутного спорту України. Багаторазовий рекордсмен України, рекордсмен Книги рекордів Гіннеса (2004). Здійснив понад тисячу стрибків із парашутом.
Був одруженим, виховував доньку та сина.

## Відзнаки та нагороди
- почесна грамота НАК «Нафтогаз України» (2000, 2004);
- почесна грамота Харківської облдержадміністрації й облради (2003)[5];
- грамота та нагрудний знак Верховної Ради України «За заслуги перед Українським народом» (2004, 2005[5]);
- кавалер ордену «За заслуги» ІІІ ступеня (2009)[6];
- Орден Української Православної Церкви Святого Архістратига Михаїла;
- Почесна відзнака  Харківської обласної ради «Слобожанська слава»[7] «за вагомий особистий внесок у розвиток вітчизняної енергетичної галузі, соціально-економічного потенціалу Харківської області» (2009).